# Lac Minto
Pour les articles homonymes, voir Minto.
Le lac Minto est un plan d'eau du territoire non organisé de Baie-d'Hudson, au Nunavik, dans la région administrative du Nord-du-Québec, au Québec, au Canada.

## Géographie
Ce vaste plan d'eau couvrant une superficie de 761 km2 (et une surface nette de 703 km2), est situé dans la partie ouest de la péninsule d'Ungava. D'une longueur de 81 km et d'une largeur de près de 22 km, ce lac difforme composé d'une centaine d'îles, de presqu'îles et de baies, se situe à plus de 60 km à l'est du littoral de la baie d'Hudson (à la hauteur de la pointe de la Baleine Blanche). Ce lac est logé dans une vallée encaissée de plusieurs rangées de collines dont l'altitude varie entre 200 et 260 m.
Les principaux cours d'eau alimentant le bassin versant du lac Minto sont :
- côté nord : rivière Innuksuac,
- côté sud : rivière Irsuaq,
- côté ouest : rivière Boniface.

Note : Sur le versant ouest, les rivières se déversant dans la baie d'Hudson sont : Isurtualuk, Richard, Nastapoka et Devaux.
Le lac Minto est entouré des principaux plans d'eau suivants :
- côté nord : lacs Mint, Ochue, Qullinaaraakuk, Qullinaaq, Qullinaaraaluk, Sujuvvik et la rivière Longland,
- côté sud : lacs Levitre, Dornon et la rivière Nastapoka, laquelle se déverse vers la baie d'Hudson,
- côté ouest : lacs Mir, Kakiattualuk, Bellet, Tikirurtuuq, Pagès, Portugais, Ochue,
- côté est : lac Lippens, rivière aux Feuilles, rivière Charpentier.

Les principales baies du lac Minto sont la baie de la Déception et la baie Ogier. Du côté est, la passe Quurngualuk permet d'accéder à la rivière aux Feuilles. Les collines de Qaqqakallaaluk, Qummuangajualuk Siqinirsiq et de Qumuangajualuk Taqrasiq sont situées au centre du plan d'eau. La principale île est Simialuit.
Le lac Minto constitue la source de la rivière aux Feuilles qui coule vers le nord-est sur environ 265 km pour aller se déverser dans la baie d'Ungava.

## Toponymie
Les Inuits désignent ce lac "Qasigialik", signifiant l'endroit où il y a des phoques mouchetés.
Parmi d'autres explorateurs de la Commission géologique du Canada, Albert Peter Low a caractérisé ce lac comme l'un des plus beaux lacs du nord du Québec. En 1898, il lui a attribué l'appellation "lac Minto", évoquant l'œuvre de vie de Gilbert John Elliot, comte de Minto (1845-1914), nommé gouverneur général du Canada en juillet de la même année. Officier dans l'armée britannique, le comte de Minto avait été de 1883 à 1885, secrétaire militaire de lord Lansdowne, gouverneur général du Canada. Il avait participé aux combats contre les Fenians, nationalistes irlandais qui tentèrent d'envahir le Canada à partir des États-Unis, et contre les Métis de Louis Riel. Au cours de son mandat à la tête du pays, Gilbert John Elliot a notamment favorisé l'envoi d'un corps expéditionnaire canadien pour combattre, aux côtés des Britanniques, contre les Boers. Lord Minto quitte le Canada en 1904 pour prendre charge, l'année suivante, de la fonction de vice-roi des Indes britanniques.
La résidence de Lord Minto était situé dans un village du comté de Roxburghshire, en Écosse, où il est décédé le 1er mars 1914.
Le toponyme "Lac Minto" a été officialisé le 5 décembre 1968 à la Commission de toponymie du Québec.